# Шайтанов Олег Миколайович
Оле́г Микола́йович Шайта́нов (нар. 28 червня 1977, Київ, Українська РСР, СРСР) — колишній український футзаліст. Головний тренер «Епіцентру К3» і жіночої збірної України з футзалу. У минулому — захисник низки українських клубів, гравець національної збірної України. Дворазовий віце-чемпіон Європи, майстер спорту України міжнародного класу.

## Біографія
Єдина дитина у сім'ї. Мати спортсмена, Катерина, — вахтер у гуртожитку; батько, Микола, працював на заводі «Радар». У шестирічному віці пішов у ДЮСШ-15. Перший тренер - Ануш Петрович Фаградян. У 1990 році перейшов до юнацької команди київського «Динамо» Віктора Кондратова і з нею поїхав на турнір в Італію, де посів друге місце. У футболі виступав на позиції нападника.
1994 року після закінчення СДЮШОР «Динамо» (Київ) вступив на кафедру футболу київського Український державний університет фізичного виховання і спорту, де вперше познайомився з футзалом. Перед тим два роки виступав в Обухові на рівні чемпіонату області з футболу.
Відіграв сезон за «Корпію», яка була пов'язана з університетом. Після завершення сезону команда виїхала на товариський турнір до Чехії, де Шайтанову вдалося себе добре проявити. Після цього турніру він отримав запрошення від Станіслава Гончаренка в «Інтеркас», куди й перейшов. 
Молодому гравцю не вдалося проявити себе належним чином і на початку сезону 1998/99 він був відданий в оренду «Корпії». Невдовзі після повернення з оренди перед сезоном 1999/00 Шайтанов залишив «Інтеркас» і перейшов в «Уніспорт-Будстар», в якому провів два успішних сезони під час яких виграв чемпіонство і отримав виклик у національну збірну. 
Після розформування «Уніспорт-Будстару» мав кілька пропозицій від різних клубів і вирішив приєднатися до «Запоріжкоксу», оскільки головним тренером запорізької команди став добре йому відомий колишній наставник столичного клубу Олексндр Гуржеєв. По закінченню сезону 2001/02 «Запоріжкокс» припинив своє існування і захисник отримав пропозиції від двох грандів українського футзалу - «Інтеркасу» і «Шахтаря». У підсумку, Шайтанов обрав київський клуб, у якому провів наступні п'ять сезонів.
Після розформування «Інтеркасу» захисник перейшов у інший київський клуб «Планету-Міст», де провів два сезони, але цей клуб теж припинив існування. 
Наступним клубом Шайтанова стала грузинська «Іберія Стар». Чемпіонат Грузії тоді ще не почався і Шайтанов виступав тільки у товариських турнірах та Кубку УЄФА. Після того як став відомий жереб Елітного раунду Кубку УЄФА, який був не дуже сприятливим для грузинської команди, керівництво відпустило деяких легіонерів, серед яких був і українець. 
Після повернення додому Шайтанов став граючим тренером столичного клубу «Епіцентр К3». Перед завершенням сезону 2015/16 він завершив кар'єру гравця і сконцентрувався на тренерській роботі.
29 березня 2013 року зіграв у матчі між збірними ветеранів України і Росії.
25 травня 2018 року був призначений головним тренером жіночих збірних України з футзалу.
17 грудня 2020 року на Виконкомі Асоціації футзалу України було прийнято рішення продовжити контракт Олега Шайтанова на посаді головного тренера жіночої збірної України до 31 грудня 2022 року.

## Нагороди і досягнення

### Гравець

#### Командні
«Інтеркас»
 Чемпіон України: 2002/03

 Срібний призер чемпіонату України (3): 1997/98, 2004/05, 2006/07

 Бронзовий призер чемпіонату України: 2005/06
- Володар Кубка України: 2004/05
- Фіналіст Кубка України: 1997/98
- Фіналіст Суперкубка України: 2005
- Переможець турніру «Кубок визволення»: 1997

 «УС Корпія»
- Фіналіст Кубка України: 1998/99

 «Уніспорт-Будстар»
 Чемпіон України: 2000/01

 «Іберія Стар»
- Переможець турніру «Кубок визволення»: 2009[7]

 «Епіцентр К3»
 Переможець Другої ліги: 2012/13

- Чемпіон світу серед уболівальників (Буенос-Айрес, Аргентина): 2011

 Збірна України
 Срібний призер чемпіонату Європи (2): 2001, 2003

 Студентська збірна України
 Чемпіон світу серед студентів: 2004

 Бронзовий призер чемпіонату світу серед студентів: 2002

#### Особисті
- У списках 18 найкращих гравців України: 2000/01
- У списках 15 найкращих гравців України (3): 2001/02, 2002/03, 2004/05